# Christina Dodd
Christina Dodd – amerykańska pisarka, autorka licznych romansów.
W Polsce ukazały się:
Cykl Słoneczny skarb:
- Słoneczny skarb (przeł. H. Rostkowska-Kowalczyk)
- Potęga miłości (przeł. K. Jędrach)
- Bezwstydna
- Tajemniczy spadkobierca (przeł. A. Bielska)
- Brzydka narzeczona
- Listek figowy (przeł. H. Rostkowska-Kowalczyk)

Cykl Wybrańcy ciemności:
- Zapach ciemności (przeł. K. Gerasimiuk)
- Dotyk ciemności (przeł. K. Gerasimiuk)
- Po stronie cienia (przeł. K. Gerasimiuk)

Inne:
- Dumna guwernantka
- Faworyt (przeł. P.Maksymowicz)
- Jeden pocałunek (przeł. E. Zawadowska-Kittel)
- Moc przeznaczenia (przeł. H. Rostkowska-Kowalczyk)
- Narzeczona (przeł. E. Tołkacz)
- Niezapomniany rycerz (przeł. A. Pajek)
- Oblubienica (przeł. K. Jędrach)
- Powrót księcia (przeł. E. Rudolf)
- Sekretna gra (przeł. H. Rostkowska-Kowalczyk)
- Skandalistka (przeł. E. Zawadowska-Kittel)
- Słodka kusicielka (przeł. K. Jędrach)
- Szalone marzenia (przeł. A. Pajek)
- Świeca w oknie (przeł. D. Jankowska-Lamcha)
- Uciekająca księżniczka (przeł. A. Bielska)
- Uroczy wieczór (przeł. A. Bielska)
- W twych ramionach (przeł. A. Pajek)
- Zamki na niebie (przeł. Z. Sikorska)